# Gong Li (karaté)
Pour les articles homonymes, voir Gong.
Dans ce nom chinois, le nom de famille, Gong, précède le nom personnel.
Cet article concerne une karatéka chinoise. Pour l'actrice chinoise, voir Gong Li.
Gong Li (en chinois : 龚莉) est une karatéka chinoise née le 16 août 1999 à Ningde, médaillée de bronze olympique en 2021.

## Carrière
Gong Li est médaillée de bronze en kumite par équipes aux Championnats d'Asie de karaté 2019 à Cần Thơ.
Elle remporte ensuite une médaille de bronze en kumite dans la catégorie des poids lourds aux Jeux olympiques d'été de 2020 à Tokyo.
Elle remporte la médaille d'or en kumite dans la catégorie des moins de 61 kg lors des Championnats du monde de karaté 2023 à Budapest ainsi qu'aux Jeux mondiaux de 2025 à Chengdu.